# 金銀平脫
金銀平脫是銅器、漆器裝飾工藝。先將金銀薄片剪裁成紋樣，再黏貼在器物（如：銅器）的漆面上，接著以漆塗滿周邊，繼而研磨拋光再鏨花，製成精緻的藝術效果。平脫是指其方法，配以金片即金平脫，配以銀片即銀平脫。

## 歷史
唐代平脫手藝登峰造極，其中又以唐代金銀平脫花鳥葵花鏡為代表作。但平脫手藝在五代以後漸漸衰落。